# SN 1999cy
SN 1999cy – supernowa odkryta 13 maja 1999 roku w galaktyce M+00-29-13. W momencie odkrycia miała maksymalną jasność 18,00m.